# シルバー (ポケットモンスターSPECIAL)
シルバーは、漫画『ポケットモンスターSPECIAL』に登場する架空の人物である。

## プロフィール
- 性別：男
- 誕生日：12月24日（サカキとの再会により判明）
- 星座：山羊座
- 年齢：11歳(第3章)・13歳(第5章・第6章)・16歳(第9章)
- 血液型：AB型
- 身長：170cm(第13章時点)
- 体重：53kg(第13章時点)
- 瞳の色：銀
- 家族：父（サカキ）
- 出身地：カントー地方・トキワシティ
- 初登場：第90話 VS???
- 登場章：第2章・第3章・第5章・第6章・(第7章)・第9章・第13章
- 登場巻：7-9・11・12-15・22・24-26・(27)・(28)・29・(37)・(38)・41-43
- 持ち物：ポケモン図鑑（2代目→5代目）・ポケギア・望遠ゴーグル・ハンカチ・黒い手袋
- 代名詞：換える者（ポケモンの交換）・化える者（ポケモンの進化）
- 人気投票：8位（2005年）→7位（2011年）

## 人物
第1章ではブルーと親しかった為に早くから登場しており、ポケモンリーグの戦績をブルーに報告してもらったり、第2章終盤ではポケギアで連絡をしていた。シリーズ全般のストーリーに深く関わる設定が非常に多く、敵・味方共に重要人物達との関係も深い、全図鑑所有者の中でも群を抜いたキーパーソンである。一人称は「オレ」。
ロケット団の首領・サカキの息子であり、その才を買われて2歳の時ホウオウに攫われ、「仮面の男」の下、「マスクド・チルドレン」として強制的に修行させられていた過去を持つ。（この時、ポケモン交換のいろはを徹底的に叩き込まれた）物心がついた頃から既に「マスクド・チルドレン」として修行させられていたシルバーにとって、共に修行していたブルーのことは本当の姉のように思っており、「ブルー姉さん」と呼び慕っているなど親しい関係にある。後にブルーと共に「仮面の男」の下から脱走した。
当初は複雑な過去だった事もあり、目的を達成するためには何事も厭わない性格で、「仮面の男」に復讐すべく、ワタルの配下についていたこともある。ただ、そんな心も姉と慕うブルーと同様、他の図鑑所有者達との出会いを契機に少しずつ変化して行き、特にサカキを父として受け入れるきっかけを作ったグリーンの事は、「グリーン先輩」と呼び敬意を払うようになり、利害一致の関係だったワタルとの間にも絆が生まれている。ワタルを「自分の師」と称し、第9章で行方不明になった際には安否を心配しており、また感情表現も豊かになったのか、コミカルな表情や照れ顔も見せるようになった。
ゴールドとの関係は当初、レッドとグリーンのような「互いに認める対等なライバル」という関係ではなく、ゴールドの事を見下していた。しかし次第に認めるようになり、第6章のゴールドの「ダチ公」という発言を否定する様子がなく、第9章では実力を認め、無言の連携を見せるまでに関係を深めている。更に公式サイトの質問コーナーの作者の発言や25・43巻での描写から、ゴールドの家に行ったことがある様子。
同じジョウト図鑑所有者であるクリスタルとは第9章以前まで個人的な関わりは薄かったが、第9章では一緒に行動する機会も増え、クリスタルの「仲間」と言う発言を否定する様子もなく、信頼し合っている模様。
幼い頃はよく持ち物を無くしていた為、サカキがあらゆる持ち物にSILVERと名前を書いている。
過去の経緯等から、住む場所は定まっていないようで、第5章終盤ではリングマがサカキを介抱する為に6番道路の18番目の隠れ家に連れて行った事から、カントー・ジョウト地方に複数の隠れ家があると思われる。そしてその出生から、「普通の人」であるゴールドを少しだけ羨ましく思う描写もある。また、企画書段階の「タウリナーΩ」を「すぐに見たい」と真顔で言ったり、ゴールドの家で「ブロムヘキサー∑」を入り浸って見る程、「子供向け」の番組を好むようになった。
ゲーム版『ポケットモンスター金・銀・クリスタル』および『ポケットモンスターハートゴールド・ソウルシルバー』のライバルがモデルであり（ただし容姿は若干異なる）、第6章までは『金・銀・クリスタル』のライバルの服装をしていたが、第9章では『ハートゴールド・ソウルシルバー』のライバルの衣装に変わっている。

## 劇中での活躍
第2章(イエロー編)
ブルーにワタルについて話をする。第2章最後にワタルが操ろうとしていた鳥ポケモン(ルギア)の調査をするようにブルーから頼まれ、引き受ける。
第3章(金・銀・クリスタル編)
この章で本格的に中心人物として動き出す事となる。「仮面の男」への復讐の為、ブルーに代わり行動を開始。手掛かりを得るべく1年前の事件の黒幕・ワタルに接触し誘いを受け配下につき、躊躇うことなくウツギ博士からワニノコを、オーキド博士からポケモン図鑑を盗み出す。
その後もロケット団残党と交戦し、一度「仮面の男」と接触し敗れるも、エンテイに助けられる。うずまき島で目覚めると暴走するルギアを止めるためゴールドと共闘した。
その後ワタルからの最後の指令としてセキエイ高原に乗り込むも戦いから遠ざけようとしたブルーによってケーシィの"テレポート"で飛ばされる。それでも、ブルーから奪ったメモを頼りにウバメの森に乗り込み、同じマスクド・チルドレンであるイツキを倒した。
最終的に他の図鑑所有者達と共に「仮面の男」ヤナギの野望を阻止する。事件後はワニノコと図鑑の盗難の件でグリーンに身柄を預けられ、本人も甘んじて法の裁きを受けようとするも、ゴールドの助け舟でいつの間にか免れた（実際はゴールドは参考人としてモンタージュを作成してもらった際にわざと顔と頬、顎を別の物で作らせた為）。
第5章(ファイアレッド・リーフグリーン編)
「自分の過去」を捜しにトキワシティに現れ、イエローと再会し、そこで自身の出生の手掛かりを知る。ロケット団の戦闘艇の中で父であるサカキにも再会した。
当初は自分がその息子である事を忌み、拒否する言動を放つが、グリーンの「オーキド・ユキナリの孫である事を誇りに思う」という話を聞いてからはサカキを最終的には父親として受け入れる。だが、終盤で他の図鑑所有者と共に石へと変えられてしまう。
第6章(エメラルド編)
ハギ名誉艦長らによって、石化した状態でバトルタワーに運ばれ、エメラルドの願いを叶えたジラーチにより復活する。
石化していた時も意識があり、ゴールドの言葉を聞いたり、ルビー・サファイア・エメラルドの究極技の特訓を参考にしていた。その為、石化が解かれてすぐに究極技を習得することができ、他の図鑑所有者達と共に究極技を繰り出してガイルが出現させた強大な海の魔物を撃退し、バトルフロンティアの危機を救った。
第9章(ハートゴールド・ソウルシルバー編)
ジョウト地方で壊滅したはずのロケット団が再び活動を始めた事を察知し、独自に行動を開始。ロケット団の復活について相談するため、うずまき列島のワタルの隠れ家を訪れ、フスベジムリーダー・イブキと遭遇する。
突如襲ってきた大群のドガースの1匹から1枚のプレートを奪取した後、イブキからワタルが消息不明になった事を聞き、彼が残した言葉の1つである「サファリゾーン」に向かう。そこでロケット団4将軍の1人であるラムダと戦い、彼の持っていたプレートの2枚を奪取した。
その後、ポケモン塾の引率に訪れていたクリスタルと再会し、彼女と共に船でエンジュシティに向かう。マツバの千里眼の力を借りて16枚全てのプレートを集めきり、アルセウスの元に行く。
プレートとアルセウスが共鳴し、4将軍・ゴールドもろともシント遺跡にいざなわれる。4将軍との苦闘の末、アルセウスに16枚のプレートを納めることに成功する。
さらにシント遺跡にて、行方不明だったサカキ・ワタル・ヤナギと再会する。戦いが終わった後、ロケット団を再興させたサカキに「ロケット団を潰し、サカキを改心させる」と誓った。
その後はゴールドの家に入り浸って「ブロムヘキサーΣ」・「タウリナーΩ」にのめり込む姿が描かれた。
また、第3章で奪ったジョウト地方のジムバッジを各ジムリーダーに返却している。
第13章（オメガルビー・アルファサファイア編）
巨大隕石襲来直前にエメラルドの要請を受け、センリと共にジョウト地方で隕石の破片を迎え撃つことになる。

## 所有ポケモン
第13章時でのメンバー。ニックネームはつけていなく、かなりタイプが偏った構成になっている。
所有しているみずタイプ3匹にはそれぞれ、うずまき列島の滝の裏にあるワタルの隠れ家（奥の間）に行くためにひでん技を覚えさせている。

### 手持ち
オーダイル
- ワニノコ♂→アリゲイツ♂→オーダイル♂ Lv.83
- 特性：げきりゅう 性格：れいせい 個性：ぬけめがない
- 技："アクアテール"・"おんがえし"・"かみつく"・きりさく"・"なみのり"・"ハイドロカノン"・"ひっかく"・"みずでっぽう"・"やつあたり"・"れいとうパンチ"
- 初登場：第93話 VSニューラ

ウツギ研究所から盗み出してパートナーとした。マダツボミの塔でワニノコからアリゲイツに、うずまき島のルギア戦にてオーダイルに進化する。
復讐心のみで行動していた当時のシルバーに影響されたのか、盗まれてすぐに同じ研究所のヒノアラシ（バクたろう）と戦っている。
盗んですぐに覚えた"やつあたり"を後に"おんがえし"へと昇華させた。ゴールドによると無表情だという。
第6章でシルバーが元に戻った後に瞬時に究極技を覚え、ブルーのカメちゃん（カメックス）・ルビーのZUZU（ラグラージ）と共に「水の究極技」"ハイドロカノン"を放った。
マニューラ
- ニューラ♂→マニューラ♂ Lv.84
- 特性：せいしんりょく→プレッシャー 性格：きまぐれ 個性：ケンカをするのがすき
- 技："いわくだき"・"こごえるかぜ"・"だましうち"・"ダメおし"・"でんこうせっか"・"どろぼう"・"ふくろだたき"・"ふぶき"・"まもる"
- 初登場：第92話 VSホーホー

幼少時から引き連れていたポケモン。素早い動きで敵を翻弄する。
第9章の開始までの間にブルーから「するどいツメ」を渡されており、うずまき島の「奥の間」でラムダのドガースの大群とのバトルを経て進化した。
ツメで付けたサインを利用して仲間とコミュニケーションを取り、各地に散らばったプレートを集めた。
キングドラ
- タッツー♀→シードラ♀→キングドラ♀ Lv.80
- 特性：すいすい（タッツー・キングドラ）、どくのトゲ（シードラ） 性格：まじめ 個性：ひるねをよくする
- 技："えんまく"・"しおみず"・"たきのぼり"・"たつまき"
- 初登場：第30話 VSサンダー

第1章と第2章ではシルバーからブルーへ貸し出されており、この時は彼女から「タッちゃん」と呼ばれていた。
第3章では返されており、シードラに進化していて、ゴールドのニョたろうを進化させる際の通信交換を利用して進化させた。
ドンカラス
- ヤミカラス♂→ドンカラス♂ Lv.79
- 特性：ふみん 性格：いじっぱり 個性：ちのけがおおい
- 技："おいうち"・"そらをとぶ"
- 初登場：第111話 VSバンギラス

飛行要員で、夜間の奇襲が得意。ワタルから「性格がシルバーに似ている」と言われた。
ニューラ同様、第9章の開始までに「やみのいし」を渡されており、マニューラと同時に進化した。これによって、人を2人軽々と運べるようになった。
ギャラドス
- 赤いギャラドス♂ Lv.80
- 特性：いかく 性格：なまいき 個性：あばれるのがすき
- 技："うずしお"・"だいもんじ"・"たつまき"・"ねむる"・"ハイドロポンプ"・"はかいこうせん"・"りゅうのいぶき"
- 初登場：第112話 VS赤いギャラドス

いかりの湖で、強制的にコイキングを進化させる電波のアンテナにさせられていた色違いの個体。
仮面の男とのいかりの湖での戦いではアンテナの特性を生かし、ギャラドスの一斉攻撃を仕掛けた。
第7章に直接ではないものの、パールの回想の中に登場している。

### 離脱
リングマ
- リングマ♂
- 特性：こんじょう 性格：さみしがり
- 技："かいりき"・"きりさく"・"ほのおのパンチ"・"みだれひっかき"・"ゆきなだれ"
- 初登場：第101話 VSヒメグマ

ゴールドと協力してヒワダの山奥で捕獲。「ヘビーボール」が必要だったほどの重量級。
第5章ではサカキを隠れ家へ連れて行ったが、第6章の騒動の終了時にサカキと共に消息を絶っており、第9章の開始の中には含まれていなかった。
シント遺跡でサカキと共に登場。サカキの指示でラムダを圧倒し、ギラティナとの戦いを優位に進める。その後の処遇は不明だが、サカキの病気は治った為シルバーの手持ちに戻った可能性が高い。

### 一時手持ち
ブルー♂（ブルー）
第2章当時、タッツーと入れ替わりで借りていた。
バンギラス♂（ワタル）
第3章で借りていた。
ニョたろう（ゴールド）
- ニョロゾ♂→ニョロトノ♂

ドサイドン（グリーン）
- サイドン♂→ドサイドン♂

第9章でシルバーが父の記した「大地の奥義」を読み取り、「プロテクター」を持たせた交換で進化。リングマが抜けていた穴を埋めるため、そのままグリーンから借りた。
第12章ではグリーンへ返されている。